# Адаево (Кукморский район)
Ада́ево (тат. Адай) — село в Кукморском районе Республики Татарстан. Входит в состав Большесардекского сельского поселения.

## География
Деревня расположена на реке Бурец, в 18 км к северо-западу от города Кукмора. 

## История
Основано не позднее XVII века. Хисаметдин Муслими, автор древней рукописи под названием «Изложение болгарских повествований», в 1551 году, обрисовывая пограничные селения Казанского ханства, упоминает о селе Адаево близ Ишменева-Маскары. Здесь располагалась школа, принадлежавшая последователям суфизма, в которой 36 лет преподавал шейх Иш-Мухаммед. 
В XVIII — первой половине XIX века жители относились к категории государственных крестьян. Занимались земледелием, разведением скота, был распространён валяльный промысел. 
В «Списке населенных мест по сведениям 1859—1873 годов», изданном в 1876 году, населённый пункт упомянут как казённая деревня Адаево 2-го стана Малмыжского уезда Вятской губернии. Располагалась при ключе Адаевском, по правую сторону Елабужского почтового тракта, в 30 верстах от уездного города Малмыж и в 27 верстах от становой квартиры в казённом селе Поляны (Вятские Поляны). В деревне, в 131 дворе жили 914 человек (457 мужчин и 457 женщин), были мечеть, мельница.
По сведениям переписи 1897 года, в деревне Адаево Малмыжского уезда Вятской губернии жили 1099 человек (521 мужчина и 578 женщин), из них 1098 мусульман.
В конце XIX века земельный надел сельской общины составлял 1857,9 десятин. В начале XX век в Адаево функционировали мечеть, мельница.
До 1920 село входило в состав Кошкинской волости Малмыжского уезда Вятской губернии. С 1920 в составе Арского кантона ТАССР. С 10 августа 1930 года в Кукморском, с 1 февраля 1963 года в Сабинском, с 12 января 1965 года вновь Кукморском районах Татарской АССР.
В 1930 году в селе был организован колхоз «Маяк», с 1935 года село в составе колхоза «Кызыл юл» (село Адаево), с 1958 года – колхоза «Коммунизмга» (село Большой Сардек), с 1994 года – объединения крестьянских хозяйств «Игенче», с 2002 года – сельскохозяйственного производственного кооператива «Игенче», с 2007 года – общества с ограниченной ответственностью «Агрофирма «Бор», с 2014 года – общества с ограниченной ответственностью «Исток Агро», с 2016 года – общества с ограниченной ответственностью «Агрофирма Игенче Плюс», с 2018 года – общества с ограниченной ответственностью «Восток Агро».

## Население
| 1859 | 1884 | 1897 | 1921 | 1924 | 1926 | 1938 | 1949 | 1958 | 1970 | 1979 | 1989 | 2000 | 2010 | 2017 |
| ---- | ---- | ---- | ---- | ---- | ---- | ---- | ---- | ---- | ---- | ---- | ---- | ---- | ---- | ---- |
| 914  | 1117 | 1099 | 1528 | 1460 | 1336 | 1011 | 671  | 514  | 599  | 540  | 446  | 505  | 465  | 451  |

Национальный состав села — татары.

## Известные жители
- Надыр Уразметов (1687—1758) — основатель Надыровской волости, рудоискатель, один из основателей нефтяного дела в Урало-Поволжском регионе
- М. У. Усманов (1918—2006) — живописец, график, заслуженный деятель искусств ТАССР, народный художник ТАССР, заслуженный художник РФ

## Экономика
Жители села занимаются полеводством, молочным скотоводством, работают преимущественно в обществе с ограниченной ответственностью «Восток Агро» и крестьянских (фермерских) хозяйствах.

## Инфраструктура
В селе функционируют начальная школа (с 1964 г., ныне филиал гимназии с. Большой Сардек), детский сад (с 1995 г., здание построено в 1989 г.), клуб (с 1968 г.), фельдшерско-акушерский пункт (с 1969 г.).